# Pierre Maurel
 (octobre 2018).
Si vous disposez d'ouvrages ou d'articles de référence ou si vous connaissez des sites web de qualité traitant du thème abordé ici, merci de compléter l'article en donnant les références utiles à sa vérifiabilité et en les liant à la section « Notes et références ».
Pierre Maurel, né en 1977 à Narbonne, est un auteur de bande dessinée français.

## Biographie
Il crée des mini-comics aux tirages confidentiels qu'il distribue gratuitement et collabore à Jade, Jadeweb, L'employé du Moi, Ferraille, Ego Comme X, Les autres gens, Professeur Cyclope et La Revue dessinée.

## Ouvrages
- Piñata, éd. 6 pieds sous terre, 2001  (ISBN 2-910431-24-X)
- Buck, éd. 6 pieds sous terre, 2005  (ISBN 2-910431-62-2)
- Michel, éd. l'employé du Moi, 2006  (ISBN 978-2-930360-12-6)
- 3 déclinaisons, éd. l'employé du Moi,  2008 - (Sélection officielle du Festival d'Angoulême 2009)  (ISBN 978-2-930360-19-5)
- Blackbird, série de fascicules auto-édités (article sur le site du9)
- Post Mortem, Bayou, Gallimard, 2012
- Pierre Maurel, Iba, Casterman, coll. « Professeur Cyclope », mai 2014 (ISBN 978-2-203-08804-7)
- Pierre Maurel, Tabula Rasa, Paris, Gallimard, coll. « Bayou », février 2014, 92 p. (ISBN 978-2-07-065185-6)
- Pierre Maurel (dessin) et Dominique Laroche (scénario), La prof et l'arabe, Casterman, 2017, 160 p. (ISBN 978-2-203-10096-1)
- Michel, fils des hommes farouches, L'Employé du moi, 2019 - Sélection officielle du Festival d'Angoulême 2020
- Michel - La fin, les moyens, tout ça..., L'Employé du moi, 2022 - Sélection officielle du Festival d'Angoulême 2023